# Tahtalı Dağı

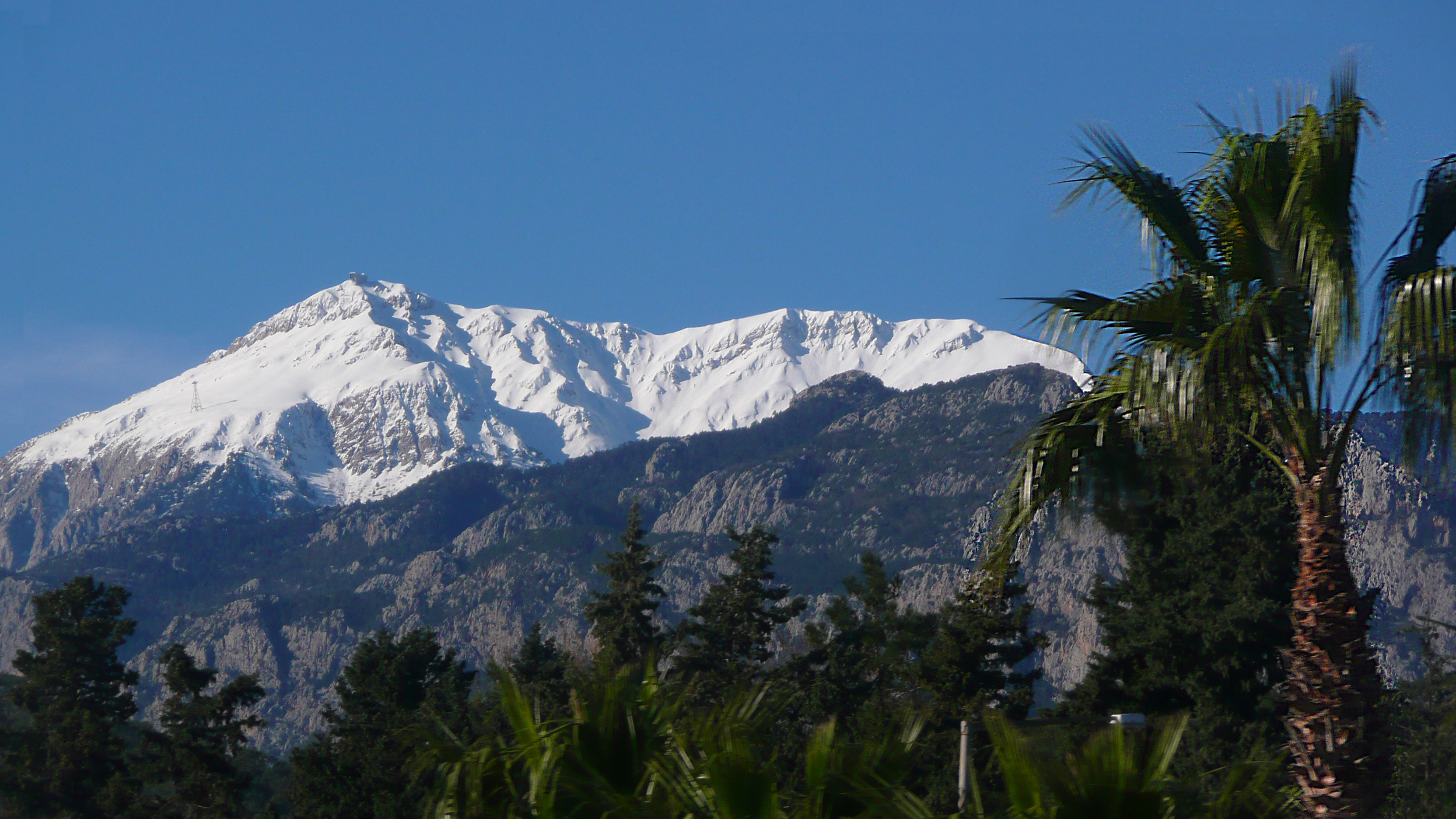
Đỉnh núi Tahtalı Dağı vào mùa xuân

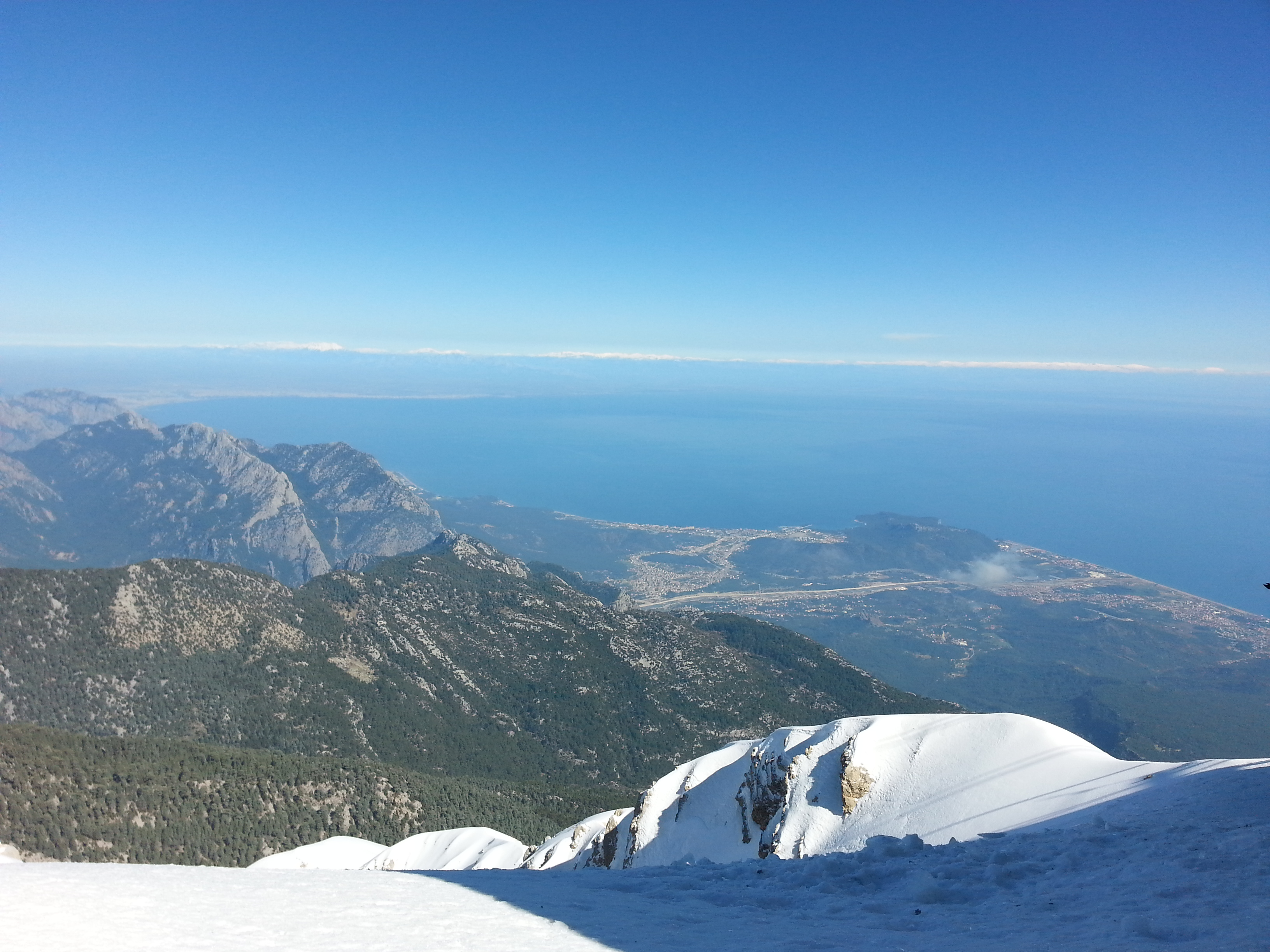
Toàn cảnh nhìn từ đỉnh.

Tahtalı Dağı, còn được biết Lycian Olympus, là một ngọn núi gần khu nghỉ dưỡng tại Kemer, bên bãi biển Thổ Nhĩ Kỳ ở tỉnh Antalya, Thổ Nhĩ Kỳ. Nó được viết với tên Olympus (tiếng Hy Lạp: Όλυμπος; hoặc Olympos) và Phoenicus (tiếng Hy Lạp: Φοινικοῦς) trong thời cổ đại, và là một phần của công viên ven biển quốc gia Beydağları. Du khách có thể lên đỉnh núi nhờ cáp treo Olympos, con đường dài Lycian Way cũng băng qua núi.

## Địa lý
Tahtalı Dağı nằm trên bờ biển phía đông của bán đảo Teke và chiếm phần cảnh quan xung quanh Kemer. Tahtalı Dağı có khoảng cách gần với bờ biển Địa Trung Hải khiến nó dần xa lạ với những người đi biển. Đây là ngọn núi cao nhất trong các công viên tự nhiên Olympos, Beydağları và Milli. Từ tháng 11 đến thường vào tháng 6, đỉnh núi được bao phủ bởi băng và tuyết. Vào mùa xuân, lớp tuyết này thường có màu nâu đỏ do gió Sahara, mùa hè lại không có do những đám mây. Khu vực không có thảm thực vật bắt đầu từ độ cao 1900m.

## Lịch sử
Vào thời cổ đại, ngọn núi này được gọi là Olympos, là "ngôi nhà của các vị thần", đây là cái tên mà nhiều ngọn núi cao khác cũng có. Những tàn tích của thành phố cổ Phaselis nằm dưới chân núi Tahtalı.
Tên tiếng Thổ Nhĩ Kỳ của nó ngày nay có thể bắt nguồn từ tahta (nghĩa là: bảng gỗ, ván gỗ), nhưng nhiều khả năng nó bắt nguồn từ taht (nghĩa: ngai vàng).